# Tadeusz Ordeyg
Tadeusz Ordeyg, również Tadeusz Ordeyg-Małuszyński (ur. 1888, zm. 9 czerwca 1973) – polski aktor filmowy.

## Życiorys
Nie był zawodowym aktorem, pracował w Gdyni jako urzędnik. Większe role grał w filmach przedwojennych (1927-1934), natomiast po II wojnie światowej występował głównie w rolach epizodycznych. Najczęściej grywał Niemców (Trzy kobiety, 1956; Zamach, 1959; Wolne miasto, 1958; Spotkania w mroku, 1960; Kiedy miłość była zbrodnią, 1967; Stawka większa niż życie, 1968, odc. 3; Czterej pancerni i pies, 1969, odc. 11) oraz lokajów lub służących (Szatan z siódmej klasy, 1960; Pamiętnik pani Hanki, 1963; Mansarda, 1963; Zbrodnia lorda Artura Savile’a, 1967).
Został pochowany na Cmentarzu Powązkowskim w Warszawie (kwatera 299A-4-15).

## Wybrana filmografia
- Ryngraf (1927)
- Mocny człowiek (1929)
- 9.25. Przygoda jednej nocy (1929) - starszy kapłan
- Krwawy wschód (1931) - mąż Anny
- Cham (1931) - sołtys
- Puszcza (1932) - strzelec Moroz
- Zamarłe echo (1934) - stary Szymon
- Przebudzenie (1934)
- Żołnierz zwycięstwa (1953) - więzień Pawiaka
- Koniec nocy (1956) - ojciec Filipa
- Kapelusz pana Anatola (1957) - gość na imieninach
- Żołnierz królowej Madagaskaru (1958) - starszy doręczyciel
- Krzyż Walecznych (1958) - kolejarz
- Krzyżacy (1960) - ksiądz przy umierającym Konradzie von Jungingen
- Jak być kochaną (1962) - członek sądu koleżeńskiego
- Panienka z okienka (1964) - ksiądz w więzieniu u Zbigniewa Kalinowskiego
- Popioły (1965) - Jawor, sługa Olbromskich
- Marysia i Napoleon (1966) - hrabia Łubieński
- Lalka (1968) - baron Dalski
- Klub profesora Tutki (1968) - stary aktor w kawiarni (odc. 7)
- Potop (1974) - Kasjan Butrym